# Valentijn Hoogenkamp
Valentijn Hoogenkamp (Zaandam, Països Baixos, 1986) és un escriptor neerlandés especialitzat en la poesia, l'assaig i la dramatúrgia. Les seues obres, escrites en neerlandés, versen sobre l'estudi del gènere, de la identitat i dels rols i estereotips que assigna la societat.

## Vida i trajectòria

### Joventut i obra dramatúrgica
De naixement Helena Hoogenkamp, va créixer a Zaandam en una família filla de pare metge i amb una germana. Estudià psicologia a la Universitat d'Amsterdam i també una titulació d'escriptura per a la interpretació a l'Escola Artística d'Utrecht. Durant aquella etapa com a estudiant, Hoogenkamp va començar a escriure dramatúrgia i poesia. En 2012, la seua obra «Brief in Schemer» (traduïble 'Carta en el crepuscle') va ser guardonada amb el premi literari El Hizjra. L'any següent també fon finalista d'eixe esdeveniment. El seu treball de fi de grau, el monòleg teatral «Alle plaatsen waar ik naar wil bestaan niet» ('Tots els indrets on vull anar no existeixen') va ser nominat al premi ITs Ro Theater de 2014 i el seu text escènic va arribar al Festival ITs d'Amsterdam.
D'aleshores ençà, Hoogenkamp ha escrit textos per a diverses produccions teatrals juvenils, com ara la representació teatral «Even niet» ('Durant una estona') amb la companyia teatral Kwatta i el text de la també obra teatral «Orlando». El seu text teatral de 2012 «A garden in Hell» ('Un jardí a l'infern') fon seleccionat per a la Conferència Internacional de Dramatúrgia Femenina, celebrada a Estocolm, i en el festival de teatre Interplay Europe, que va tindre lloc a Madrid.

### Prosa, novel·la, transició de gènere iAntiboy
Hoogenkamp també ha conreat la poesia i n'ha recitat passatges en esdeveniments significatius com el Festival Lowlands i el Festival Oerol. Pel que fa a la prosa, va fer el seu debut en 2015 amb la novel·la «Kleine zeemeermin, per ongeluk dood» ('Sirena xicoteta, morta accidentalment').
La seua mare, que va morir en 2018 per causa d'un càncer d'ovari, li va fer conéixer que posseïa l'alteració genètica BRCA1, i que se li havia transmés generacionalment. Hoogenkamp va optar per la mastectomia i el seu cirurgià plàstic li va insistir reiteradament en uns implants mamaris per evitar que el resultat fora «estèticament indesitjable». Tanmateix, no se sentia connectat als seus propis pits i va declinar l'oferta. Eixe fet el va empényer a llegir d'altres experiències i es va poder identificar més en històries d'hòmens transgènere que en les de dones cisgènere —es va adonar que en realitat no se sentia home o dona, sinó una persona no-binària.
D'ençà de la dècada del 2020, Valentijn Hoogenkamp s'ha definit públicament a si mateix com a no-binari i en l'espectre queer. Va afirmar que sentia que havia lluitat durant molt de temps per la seua aparença, com ara pel fet de dur roba extremadament femenina tot desitjant «que començara a sentir-se real» o que «poguera seguir prou bé les regles de la feminitat». Allò va fer que, en posteriors canvis, la gent li jutjara l'aspecte fins al punt «que la gent haguera de mirar dues voltes» si es tractava d'un home o d'una dona. Eixa situació, unida a la mancança de pronoms neutres de gènere que creia que no s'adaptaven al seu context personal i que li semblaven confusos, va fer que finalment optara per una identitat no-binària designada amb pronoms masculins.
L'any 2021, va publicar la novel·la de debut Het aanbidden van Louis Claus ('L'Adoració de Louis Claus'), originalment signada amb el seu nom de naixement i en les edicions posteriors com a Valentijn. Eixe llibre fon nominat al premi Anton Wachter de 2022 i traduït a l'alemany per Stefanie Ochel.[12][13] Un any més tard, va escriure el seu assaig de no-ficció «Antiboy» (equivalent a 'Anti-noi'). La història comença després de la seua mastectomia, tot i que havia planejat d'escriure-la fins i tot abans de la cirurgia.[2] Hoogenkamp considera «Antiboy» una «arribada o desembarcament de gènere».
Pel que fa a la seua vida sentimental, manté una relació de parella amb l'escriptor, músic i intèrpret neerlandés Joost Omen.